# جيمس دولان
جيمس دولان (بالإنجليزية: James Dolan)‏ هو محامي وسياسي أمريكي، ولد في 17 ديسمبر 1863، وتوفي في 6 يوليو 1939. انتخب عضو جمعية ولاية ويسكونسن.